# (10864) Yamagatashi
(10864) Yamagatashi (1995 QS3) – planetoida z grupy pasa głównego asteroid okrążająca Słońce w ciągu 5,65 lat w średniej odległości 3,17 j.a. Odkryta 31 sierpnia 1995 roku.